# Persephonaster humilis
Persephonaster humilis är en sjöstjärneart som först beskrevs av Jean Baptiste François René Koehler 1907.  Persephonaster humilis ingår i släktet Persephonaster och familjen kamsjöstjärnor. Inga underarter finns listade i Catalogue of Life.